# Gigi D'Agostino (album)
Gigi D'Agostino, pubblicato nel 1996, è il primo album del dj italiano Gigi D'Agostino.
Ha venduto più di 60 000 copie.

## Tracce
Testi e musiche di Gigi D'Agostino.
1. Gigi D'Agostino
2. Emotions
3. Before
4. Angel's Simphony (Gigi D'Agostino Vs. Mauro Picotto)
5. Sweetly
6. Love & Melody
7. My Dream
8. Strange
9. Purezza
10. Fly
11. Elektro Message
12. Singin
13. Free
14. Gigi's Violin
15. Another Theme
16. Special Track
17. Melody Voyager
18. Harmonic
19. Song For My Future Wife